# Thomas H. Cormen
Thomas H. Cormen es catedrático de informática en la universidad Dartmouth. Nació en Estados Unidos. Su mayor contribución hasta la fecha ha sido la copublicación junto con Charles Leiserson, Ron Rivest y Clifford Stein del libro Introducción a los algoritmos.
En 1978 se graduó summa cum laude en la Universidad de Princeton. En 1986 se licenció en el MIT, y en 1992 se doctoró en el mismo lugar. Sus investigaciones se centran en algoritmia, computación paralela y computación fuera de núcleo (inglés: out-of-core).
Su mayor afición son las barbacoas.

## Publicaciones
- Cormen, Thomas H.; Leiserson, Charles E.; Rivest, Ronald L. (1990). Introduction to algorithms (first edition edición). MIT Press and McGraw-Hill. ISBN 978-0-262-03141-7.
- Cormen, Thomas H.; Leiserson, Charles E.; Rivest, Ronald L.; Stein, Clifford (2001). Introduction to algorithms (second edition edición). MIT Press and McGraw-Hill. ISBN 978-0-262-53196-2.